# Reknica (dopływ Wieprzy)
Reknica – struga, lewobrzeżny dopływ Wieprzy, płynąca na Równinie Słupskiej.
Między Reknicą a rzeką Grabową występuje zjawisko bifurkacji, gdzie część wód Grabowej przesącza się, a przy wyższych stanach nawet przelewa do doliny Reknicy stanowiąc jej źródła. Początek Reknica bierze od prawego północnego brzegu Grabowej, na południe od wsi Janiewice, w gminie Sławno, przy Jeziorze Janiewickim. Stąd płynie na północ. Uchodzi na wschód od wsi Pomiłowo.
W wyniku oceny stanu wód Reknicy z 2010 wykonanej w punkcie ujścia do Wieprzy k. wsi Pomiłowo określono III klasę elementów biologicznych, elementy fizykochemiczne poniżej stanu dobrego oraz umiarkowany stan ekologiczny.
Nazwę Reknica wprowadzono urzędowo w 1948 roku, zastępując poprzednią niemiecką nazwę strugi – Krebs Bach.